# John Wayne Glover
Pour les articles homonymes, voir John Glover et Glover.
John Wayne Glover, né le 26 novembre 1932 à Wolverhampton en Angleterre et mort le 9 septembre 2005 en Australie, est un tueur en série australien condamné à la prison à perpétuité pour les meurtres de six femmes âgées commis sur la Rive Nord de Sydney au cours d'une période de quatorze mois entre 1989 et 1990. Il est surnommé « Le Tueur de Mamies » (Granny Killer). À la suite de son arrestation le  19 mars 1990, il avoue les meurtres et est condamné à des peines consécutives de prison à perpétuité sans possibilité de libération conditionnelle. Glover se suicide en prison en se pendant, le 9 septembre 2005.

## Biographie
Originaire d'une famille ouvrière de Wolverhampton, en Angleterre, Glover a été condamné pour plusieurs délits mineurs datant de 1947 pour avoir volé des vêtements et des sacs à main. Il a ensuite été chassé de l'armée britannique lorsque certains de ses méfaits ont été découverts. Plus tard, en 1956, il a immigré en Australie où il a d'abord vécu à Melbourne. Il a eu une relation difficile avec les femmes de sa vie, surtout avec sa mère Freda (qui avait eu plusieurs maris et petits amis), ainsi qu'avec sa belle-mère après 1968, quand il se marie et s'installe dans la maison de ses beaux-parents dans Mosman, Sydney.
Glover a commis ses meurtres dans les années 1980. Il a été bénévole à la Société Senior Citizens, et était considéré par ses amis comme homme de confiance et de nature amicale. Il a été marié, a eu deux enfants, et a vécu une vie heureuse à Mosman. Glover a travaillé comme représentant des ventes pour Four 'n' Twenty Pies.

## Meurtres
Aucune preuve ne permet d'établir que Glover tue avant 1989. À ce stade, il avait été marié pendant 20 ans et avait des enfants, et son épouse n'avait aucune connaissance de ses infractions antérieures. Glover a admis les meurtres lorsqu'ils a été confronté aux preuves de la police. Il a nié toute responsabilité pour d'autres crimes dont il était le principal suspect, y compris l'assassinat de Florence Broadhurst dans sa maison de Paddington en 1977. Un certain nombre d'années après sa condamnation, Glover a admis ne s'être jamais inquiété de savoir qui étaient ses victimes, ou pourquoi il les avait tuées. Il a dit qu'il voulait arrêter de tuer, mais qu'il ne pouvait pas. Après chaque assassinat, il reprenait sa vie normale auprès de sa famille.

### Gwendoline Mitchelhill
Le 1er mars 1989, alors qu'il quittait la RSL à Mosman sur la Military Road, Glover a vu Gwendoline Mitchelhill, une vieille femme de 82 ans marcher dans la rue. Glover est alors retourné à sa voiture et il est allé chercher un marteau qu'il a mis dans sa ceinture. Il a suivi Mitchelhill dans le hall d'entrée de son immeuble. Comme elle allait ouvrir la porte, il l'a frappée avec un marteau sur l'arrière du crâne. Il a ensuite continué de la frapper sur la tête et le corps ; plusieurs de ses côtes ont été brisées. Glover a fui la scène en prenant son sac à main contenant 100 $. Mitchelhill était encore vivante quand elle a été trouvée par deux écoliers, mais elle est morte peu après que la police et les ambulanciers furent arrivés sur place. La police n'avait aucun témoin oculaire et rien de concret pour lier cette attaque avec l'attaque précédente sur Margaret Todhunter. Il n'y avait aucune preuve médico-légale car les voisins, croyant qu'elle était simplement tombée, avaient lavé la scène du crime. La police a supposé qu'il s'agissait d'une autre attaque à main armée qui avait mal tourné.

### Lady (Winfreda) Ashton
Le 9 mai 1989, Glover se promène sur la route militaire quand il voit une vieille dame de 84 ans, Lady Ashton (la veuve de l'artiste Sir William Ashton) marchant vers lui. Elle est sur le chemin du retour à proximité de la rue Raglan. Glover mets alors une paire de gants et la suit dans le vestibule de son appartement, où il l'attaque avec son marteau. Il la jette ensuite à terre et la traîne dans une alcôve près de poubelles où il cogne à plusieurs reprises sa tête sur le trottoir. Glover a rappelé qu'elle avait presque été assommée, jusqu'à ce qu'il tombe sur elle et commence à frapper sa tête sur le trottoir. Après l'avoir assommée, John Glover retire les collants de la victime et l'étrangle. Il place la canne de Lady Ashton et ses chaussures à ses pieds. Il quitte ensuite les lieux avec son sac à main contenant 100 $. Glover se dirige alors vers la RSL Mosman, où il déclare au personnel présent qu'il espère que les sirènes qu'on entend dehors ne sont pas pour une autre agression.
La police trouve Lady Ashton couchée sur le ventre en diagonale à travers le sol près d'un petit bac de béton, dans une alcôve. Il y a une mare de sang autour de sa tête. Les collants sont enroulés si serrés autour de son cou que la peau est coupée tout autour. Ses jambes nues sont croisées et les bras sont placés sur les côtés. Elle a un mince filet de sang qui coule de sa bouche. À ce stade, la police conclut qu'ils sont confrontés à un tueur en série. À ce jour les trois victimes sont de riches femmes âgées, de la même banlieue, et ont toutes été agressées ou tuées de la même manière, avant d'être dépouillées de leurs sacs à main.
Une autopsie est effectuée et aucune trace de sperme n'est trouvée. La marque de ligature autour de son cou mesure neuf centimètres. Le corps de la victime présente des ecchymoses sur son nez, sur ses tempes, sur son cou et sur ses deux paupières. Pendant la lutte, elle s'est mordu les lèvres, ce qui a endommagé les tissus internes de sa bouche. Il y a une plaie ouverte sur sa joue, qui forme une petite abrasion semi-circulaire. Le médecin légiste note que la bague de diamants de la victime est toujours présente suggérant qu'elle n'a pas été tuée pour l'argent.

### Margaret Pahud
Le 2 novembre 1989, Glover approche une vieille femme de 78 ans à Lane Cove Residence. Dorothy Benke alors qu'elle marche vers sa maison dans une rue secondaire tranquille, juste à côté de Longueville Road à Lane Cove (à environ 10 kilomètres de Mosman). Glover engage la conversation avec elle et lui offre de l'aider à porter ses provisions jusque chez elle. Madame Benke l'invite dans sa maison pour boire une tasse de thé. Glover décline la proposition, mais sur le retour en bas de la ruelle de la rue principale, il a approche une autre vieille femme, puis l'agresse par derrière.
La victime cette fois est âgée de 85 ans, la veuve Margaret Pahud (également sur son chemin du retour de l'épicerie), et la police est certaine que c'est le travail du « tueur de mamies ». En effet, elle a été touchée à l'arrière du crâne avec un instrument contondant, et quand elle s'effondre, il la frappe à nouveau sur le côté de la tête. Glover a réarrangé ses vêtements, ses chaussures et sa canne et prit son sac à main. Encore une fois, personne n'a vu l'attaque, mais quelques minutes après son corps est découvert par une jeune écolière qui pense d'abord à un tas de vêtements abandonné dans la ruelle. Les voisins ont cette fois encore nettoyé la scène de crime pendant que les secours et la police sont en chemin, Glover a volé 300 $ à Madame Pahud.

### Olive Cleveland
Quelque 24 heures après l'assassinat de Madame Pahud, le 3 novembre, une vieille femme de 81 ans, Olive Cleveland devient la quatrième victime du tueur désormais surnommé « le tueur de mamies ». Glover engage la conversation avec Madame Cleveland alors qu'elle est assise sur un banc juste en dehors de la résidence de retraite Wesley jardins où elle vit dans la banlieue de Belrose. Lorsque Olive Cleveland se lève et se met à marcher vers le bâtiment principal, Glover la saisit par derrière et la force à se diriger vers une rampe dans une ruelle latérale isolée. Là, il la frappe à plusieurs reprises et cogne la tête de la victime sur le béton avant de lui enlever ses collants et de les attacher étroitement autour de son cou. Une fois encore, Glover réarrange ses vêtements, ses chaussures et sa canne, et subtilise l'argent (60 $) de son sac. Une fois encore, les blessures de la vieille femme sont tout d'abord attribuées à une lourde chute car la scène de crime cette fois encore a été nettoyée. Il n'y a pas de témoins oculaires. Peu après, le gouvernement de l'État doubla la récompense de 200 000 $.

### Muriel Falconer
Le 23 novembre 1989, Glover était assis à l'Hôtel Buena Vista à Road Middle Head, à Mosman quand il a vu une vieille femme de 93 ans, Muriel Falconer, marchant face de l'hôtel (retour à la maison avec ses courses). Glover retourna à sa voiture (garée en face du poste de police), pour récupérer son marteau et ses gants. Il a suivi Falconer à l'extérieur de sa maison à Muston Street. Il se déplaça tranquillement derrière elle tandis qu'en partie sourde et aveugle Falconer a ouvert sa porte. Il mit sa main autour de sa bouche pour la faire taire, avant de la frapper à plusieurs reprises autour de la tête et le cou avec son marteau. Quand elle tomba sur le sol a commencé à retirer les collants de Falconer. Comme il ne l'avait pas frappée assez fort, elle a commencé à reprendre conscience et à crier à l'aide. Cela a incité Glover à la frapper plusieurs fois avec le marteau jusqu'à ce qu'elle s'évanouisse finalement. Il a enlevé ses sous-vêtements et les a utilisés pour l'étrangler. Il a fouillé son sac et le reste de sa maison d'objets de valeur avant de partir avec 100 $, encore une fois après réarrangement de ses chaussures. Le lendemain après-midi, le corps a été découvert par un voisin qui entra en utilisant une clé de rechange. Heureusement pour les enquêteurs, la scène du crime resta cette fois intacte, et les preuves médico-légales, telles que les traces de chaussures sanglantes, ont été recueillies. La police commença son enquête par la maison d'un suspect identifié par les voisins à la fois comme d'âge moyen, corpulent, aux cheveux gris et personne qui aurait facilement pu s'intégrer dans la région de Mosman. La récompense fut portée à 250 000 $ vers Noël.

### Joan Sinclair
Le 19 mars 1990, John Glover tua sa sixième et dernière victime, âgée de 60 ans et divorcée, Joan Sinclair, avec qui il avait une relation platonique, à Beauty Point, Mosman. À ce stade, la police avait mis Glover sous surveillance constante et observé Sinclair laisser Glover entrer dans sa maison à environ 10 heures. Vers 13 heures, il n'y avait aucun signe de Glover ou de mouvements dans la maison. La police et l'équipe de surveillance se sont inquiétées à environ 17 heures et ont obtenu la permission d'entrer dans la maison vers 18 heures. Deux policiers en uniforme ont frappé à la porte avant (sous prétexte de vérifier les aboiements des chiens) sans aucune réponse, et ils virent par la porte arrière en verre un marteau gisant dans une mare de sang séché sur une natte. Quatre détectives ont fouillé la maison et ont trouvé la tête ensanglantée de Sinclair enveloppée dans un paquet de serviettes imbibées de sang. Elle était nue jusqu'à la taille et ses collants étaient attachés autour du cou. Ses organes génitaux ont été endommagés, mais Glover plus tard nia l'avoir violée. Après avoir trouvé le corps de Sinclair, ils ont ensuite fouillé la maison pour trouver Glover, qui a été découvert inconscient dans sa baignoire.
Glover a dit plus tard a la police qu'il avait assassiné Joan Sinclair et expliqué qu'ils avaient une relation depuis quelque temps. Il leur dit qu'il l'avait frappé à la tête avec son marteau, retiré ses collants, et l'avait étranglée avec eux. Glover mit le corps sur un tapis, enveloppa quatre serviettes autour de ses vastes blessures à la tête pour endiguer le flux de sang, puis traîné son corps à travers la pièce, laissant une traînée de sang. Il a ensuite couru vers la baignoire, avalé une poignée de Valium avec une bouteille de Vat 69, s'est tailladé le poignet gauche et pria dans la baignoire pour mourir. La police a été soulagée, il avait survécu, car autrement ils craignaient la spéculation continue quant à savoir si Glover était le meurtrier.

## Procès
Lors de son procès, le 28 mars 1990, John Wayne Glover a plaidé non coupable de ses crimes sur la base de la responsabilité atténuée. Un psychiatre a dit que Glover avait construit une relation d'hostilité et d'agression depuis son enfance contre sa mère, puis contre sa belle-mère, qui fut le « déclencheur ». Quand elle mourut, il a dû reporter son agressivité sur quelqu'un d'autre. Le psychiatre qui a étudié le cas a également ajouté que c'était un cas très inhabituel car il y a très peu de meurtres de masse, et la plupart des auteurs sont des malades mentaux et / ou ont une maladie organique du cerveau. Selon ce psychiatre, Glover était sain d'esprit au moment des meurtres.
Le Procureur de la Couronne a maintenu que Glover était bien conscient de ses actes. Une fois ses meurtres accomplis, il a même planifié ce qu'il allait faire de l'argent de ses victimes, et a également pris le temps de nettoyer le marteau avec de l'acide. Glover était impuissant et n'éprouvait que peu d'intérêt pour le sexe. S'il enroulait ses collants si étroitement autour du cou de sa victime, c'était pour s'assurer qu'elles étaient bien mortes, et en prime, pour essayer de duper la police en laissant penser que c'était l'œuvre d'un prédateur sexuel.
Glover a été accro aux machines de poker, et la meilleure façon pour lui d'obtenir plus d'argent était de voler. Après que le verdict de culpabilité eut été rendu, le juge qui présidait a déclaré qu'on avait là affaire à un prisonnier extrêmement dangereux :
« Il est capable de choisir quand attaquer et quand rester calme. Il est rusé et capable de couvrir ses traces. Il est clair qu'il a choisi ses moments soigneusement. Bien que les crimes ait été opportunistes, il n'a pas disparu quand les risques sont devenus plus présents ».
La période écoulée depuis janvier 1989 a été celle de crimes graves impliquant d'intenses et d'extrêmes violences infligées aux femmes âgées, accompagnés par le viol ou le vol de leurs biens. En toute hypothèse, le prisonnier s'est montré être une personne excessivement dangereuse et ce point de vue a été reflété par les opinions des psychiatres qui ont témoigné à son procès.
Je n'ai pas d'autre possibilité que d'imposer la peine maximale disponible, ce qui signifie que le prisonnier devra nécessairement passer le reste de sa vie en prison.
Il est inapproprié d'exprimer une date de libération conditionnelle. Eu égard à ces condamnations à perpétuité, ce n'est pas un cas où le détenu peut être libéré conformément à l'ordonnance de ce tribunal. Il est de ne jamais être libéré.

### Confessions et mort
Quelques jours avant que Glover ne se suicide (il avait déjà tenté de le faire trois fois), il remit à son dernier visiteur un croquis. représentait un parc avec des changements significatifs dans l'esquisse, où Glover avait souligné deux palmiers. Dans le milieu de l'arbre à droite, le chiffre « neuf » peut être vu entre les feuilles et les branches. Le nombre neuf est censé représenter le nombre de meurtres commis par Glover, ou le nombre de meurtres toujours non résolus qu'il a commis.
Les neuf autres victimes (et des affaires non résolues) peuvent comprendre:
1. Emmie May Anderson, 78 ans, East Melbourne (19 octobre 1961)
2. Irene Kiddle, 61 ans, St Kilda (22 mars 1963)
3. Elsie Boyes, 63 ans, Prahran (3 juin 1967)
4. Christina Yankos, 63 ans, Albert Park (9 avril 1968)
5. Florence Broadhurst, 78 ans, Paddington (16 octobre 1977)
6. Josephine McDonald, 72 ans, Ettalong (29 août 1984)
7. Wanda Amundsen, 83 ans, Umina (21 novembre 1986)

## Media
MediaGlover's a été l'objet de l'enquête sur la criminalité en Australie dans l'épisode "No More Grannies" (Le Tueur de Mamie) de la saison 1 de Crime Investigation Australia .
Les Meurtres en série de John Wayne Glover furent joués dans le film Terror Tract en 2000